# Bennett Mnguni
Bennett Mnguni, né le 18 mars 1974 à Pretoria (Afrique du Sud), est un footballeur sud-africain.